# محمد محمود السطوحي
محمد محمود السطوحي هو شيخ مشايخ الطرق الصوفية في مصر في الفترة من مايو 1979 إلى 1983،  يرجع أصله إلى قرية منشية سلطان وهي إحدى قرى مركز منوف بمحافظة المنوفية.